# Réacteur à onde progressive

Simulation numérique d'un réacteur à onde progressive. Rouge : U-238, vert : Pu-239, bleu : zone de forte densité de neutrons

Un réacteur à onde progressive, ou réacteur à onde de combustion, en anglais Traveling Wave Reactor (TWR), est un concept jamais réalisé de réacteur nucléaire qui convertit un isotope fertile en isotope fissile par transmutation nucléaire lors de son fonctionnement.
À la différence des réacteurs actuels de type REP ou REB, qui utilisent de l'uranium enrichi, cet hypothétique réacteur convertit lui-même son combustible, qui peut être de l'uranium naturel, de l'uranium appauvri ou du thorium, en produit fissile. Son nom fait référence au fait que les réactions de fission ne sont alors pas réparties dans tout le volume du cœur d'une centrale nucléaire mais ont lieu dans une coque qui se propage du cœur vers l'extérieur.

## Historique
Les réacteurs à onde progressive ont été imaginés dans les années 1950 et ont été étudiés sporadiquement depuis. Le concept d'un réacteur qui pourrait produire son propre combustible dans son cœur fut initialement proposé et étudié en 1958 par Saveli Feinberg, qui le nomma « breed-and-burn ». Michael Driscoll publia une recherche supplémentaire sur le concept en 1979, puis Lev Feoktistov en 1988, Edward Teller et Lowell Wood en 1995,, Hugo van Dam en 2000 et Hiroshi Sekimoto en 2001.
Aucun réacteur à onde progressive ne fut construit. Toutefois, en 2006, la société Intellectual Ventures lança le projet TerraPower pour mettre au point et commercialiser une première version de ce type de réacteur. TerraPower est une gamme de réacteurs de faible et moyenne puissance de 300 à 1 000 MW. Bill Gates a fait référence à TerraPower pendant sa conférence TED en 2010.
TerraPower a signé le 22 septembre 2015 un accord avec China National Nuclear Corporation (CNNC) pour développer son réacteur à onde progressive. TerraPower, largement financée par Bill Gates, prévoit de construire une centrale de démonstration de 600 MWe, baptisée TWR-P, suivie par des centrales commerciales de 1 150 MWe à la fin des années 2020.
Bill Gates, président de la compagnie TerraPower, a annoncé en avril 2016 que le prototype de réacteur à onde progressive de TerraPower sera construit en Chine pour une mise en service prévue en 2024.
Début octobre 2017, la coopération de TerraPower avec CNNC a été actée par la création d’une coentreprise, Global Innovation Nuclear Energy Technology Company Ltd, détenue à parts égales par les deux entreprises qui partageront les droits de propriété intellectuelle. Mais fin 2018, les nouvelles réglementations américaines sur les transferts de technologie à destination de la Chine ont forcé TerraPower à renoncer à ce partenariat et à rechercher un autre partenaire, car, selon Bill Gates, les réglementations américaines sont trop restrictives pour permettre de construire le réacteur prototype aux États-Unis.

## Physique du réacteur
Les publications sur TerraPower,, décrivent un réacteur de type piscine refroidi au sodium liquide. Le réacteur utilise principalement l'uranium appauvri comme combustible, mais nécessite une petite quantité d'uranium enrichi ou d'une autre matière fissile pour démarrer la réaction de fission. Une partie des neutrons rapides engendrés par les réactions de fission sont absorbés par l'uranium environnant, qui est transmuté en plutonium suivant la réaction :
{\displaystyle _{92}^{238}U+_{0}^{1}n\rightarrow _{92}^{239}U\rightarrow _{93}^{239}Np+\beta \rightarrow _{94}^{239}Pu+\beta }.
Un cœur de réacteur est donc chargé en matériau fertile et une réaction en chaîne est déclenchée par l'addition localisée d'une petite quantité de matériau fissile. Une fois la réaction démarrée, on distingue quatre parties dans le cœur : une zone appauvrie qui contient des produits de fission et des restes de combustible, la zone où se produit la fission du matériau fertile généré, la zone de surgénération où le combustible fissile est produit par absorption de neutrons par le combustible fertile et la zone source qui contient le matériau fertile intact. Avec le temps la zone de fission progresse en consommant la matière fertile placée devant elle et laissant des restes de combustion derrière elle. La chaleur produite est transformée en électricité par un dispositif à turbine classique.

## Combustible
Contrairement aux réacteurs à eau pressurisée, les réacteurs à onde progressive peuvent être, au moment de leur construction, chargés de suffisamment d'uranium appauvri pour produire de l'énergie pendant toute leur durée de vie. Ils consomment substantiellement moins d'uranium que les réacteurs à eau pressurisée par unité d'électricité produite grâce à une combustion de carburant plus élevée, une meilleure efficacité thermique et la densité plus grande du combustible. Un réacteur à onde progressive réalise le retraitement « en passant » sans nécessiter l'usage de réactions chimiques complexes comme dans les surgénérateurs classiques. Cela limite les quantités de matières fissiles en circulation et freine du même coup la prolifération nucléaire.
L'uranium appauvri est un sous-produit de l'industrie de séparation isotopique disponible en quantités importantes. En France, le stock s'élevait à 250 000 tonnes en 2009. Comme les autres technologies surgénératrices, les réacteurs à onde progressive permettraient d'augmenter considérablement les ressources en combustible nucléaire.